# معاداة الأتراك
معاداة الأتراك (بالتركية: Türk düşmanlığı)‏ هي مجموعة من العادات والسلوكيات المعادية أو الشعور بالكراهية تجاه الشعب التركي وثقافته ولغته.
لا يشير المصطلح فقط للعداء ضد الأتراك في جمهورية تركيا الحالية، ولكن أيضاً لتشمل الأشخاص من ذوي الأصول التركية مثل تركمان سوريا وتركمان العراق والألمان من أصل تركي، كما يتم تطبيقه بصورة أقل على المجموعات التي تطورت جزئياً تحت تأثير الثقافة والتقاليد التركية أثناء تحولها التدريجي إلى الإسلام، خاصة في عهد الدولة العثمانية، مثل الألبان والبوشناق وغيرهم من المجموعات العرقية الأصغر حول البلقان.

## التاريخ

### العصر الحديث
قبل الستينيات، كان معدل الهجرة إلى تركيا منخفضاً نسبياً، ومع ذلك بعد اعتماد دستور جديد في عام 1961، بدأ المواطنون الأتراك بالهجرة إلى أماكن أخرى، وبالتدريج أصبح الأتراك "مجموعة أقلية عرقية بارزة" في بعض الدول الغربية مثل ألمانيا، ومنذ بداية تواجدهم تعرضوا للتمييز وفي بعض الأحيان، حتى عندما تبنت البلدان المضيفة سياسات أكثر ودية للمهاجرين، "تم استبعاد العمال الأتراك فقط" منها.
وفي اللغات الأوروبية المختلفة، اكتسبت كلمة "ترك" معنى مشابهاً لكلمة "بربري" أو "وثني"، أو يتم استخدامها كشتيمة أو لعنة ونتيجة لذلك، فإن كلمة "تركي" و"تركيا" لها أيضاً دلالات سلبية في الولايات المتحدة.

## الأتراك حول العالم

### الوطن العربي
اقرأ أيضاً : معاداة العروبة في تركيا
يتمتع العالم العربي بتاريخ طويل من العلاقات المختلطة والمُعقدة مع الأتراك في الماضي، فقد استطاعت الدولة العثمانية استيعاب عدداً كبيراً من الدول العربية ضمن الدولة، ليفتح في نهاية المطاف فصلاً من العلاقة المعقدة بين الأتراك والعرب ورغم أن كلاهما ذات أغلبية مسلمة، إلا أنه قد أدى تضارب المصالح اللاحق وبسبب فرض سياسة التتريك والحركة القومية التركية على المناطق ذات الوجود العربي في الأناضول وبلاد الشام والعراق تزايد العداء ضد الأتراك ونمو الشعور القومي العربي، خاصة بعد الثورة العربية خلال الحرب العالمية الأولى حينما تم طرد القوات العثمانية.
في الفترة الأخيرة، تزايد نمو العداء للأتراك وتركيا بعد حوادث عنصرية متكررة من قبل الأتراك لشباب سوريين وعرب وخليجيين بالإضافة إلى الأكراد بشكل عام.
كما أن تزايد العنصرية من قبل بعض الأتراك ضد العرب والأجانب، سبب مقاطعة اقتصادية من أشخاص وجماعات من الدول العربية قد أدى لخسارة تركيا 5 مليار دولار أمريكي في صيف 2023، بسبب إلغاء الكثير من الحجوزات والرحلات السياحية بعد حملات ناشطون عرب في منصات المواقع الاجتماعي.

### مصر
منذ أن حصلت على استقلالها في عام 1956، كانت لمصر دائماً علاقة مختلطة مع تركيا، لا سيما بسبب علاقة تركيا مع إسرائيل ومصر التي تحالفت ذات يوم مع سوريا، مما أدى إلى توترات بين تركيا ومصر.
منذ وصول عبد الفتاح السيسي إلى السلطة في عام 2014، انتشرت الأفكار العدائية في مصر ضد الأتراك، انتقاماً لعداء أردوغان المتزايد تجاه الإدارة المصرية، حيث استهدفت الحكومة المصرية الدولة التركية بالنقد من خلال معارضتها في قضايا حساسة للغاية بالنسبة لها، مثل الاعتراف بالإبادة الجماعية للأرمن، والغزو العسكري التركي في سوريا باعتباره متحالفًا مع السيسي مع بشار الأسد، وهناك مخاوف متزايدة من التدخل التركي في الشؤون المصرية، مما ساهم في نمو العداء ضد الأتراك في مصر.

### العراق
لطالما سيطر الخوف من النفوذ التركي على العراق، وبالتالي كانت العلاقة بين العراق وتركيا متوترة دائماً، فقد تغير وضع التركمان العراقيين من كونهم طبقة إدارية وتجارية في عهد الدولة العثمانية إلى أقلية تتعرض للتمييز بشكل متزايد. منذ زوال الحكم العثماني، وقع تركمان العراق ضحايا لعدة مذابح، مثل مذبحة كركوك عام 1959. علاوة على ذلك، في ظل حزب البعث، زاد التمييز ضد تركمان العراق، مع إعدام العديد من القادة في عام 1979، فضلاً عن وقوع الطائفة التركمانية العراقية ضحية لسياسات التعريب التي تمارسها الدولة العراقية، والتكريد الذي يمارسه الأكراد الذين يسعون إلى إخراجهم قسراً. وهكذا فقد عانوا من درجات مختلفة من القمع والاستيعاب تراوحت بين الاضطهاد السياسي والنفي إلى الإرهاب والتطهير العرقي، فعلى الرغم من الاعتراف بهم في دستور عام 1925 ككيان تأسيسي، فقد حُرم تركمان العراق لاحقًا من هذا الوضع؛ ومن ثم، تم سحب الحقوق الثقافية تدريجياً وتم إرسال الناشطين إلى المنفى.
في عام 1924، كان يُنظر إلى تركمان العراق على أنهم بقايا غير مخلصة للدولة العثمانية، مع ارتباط طبيعي بالأيديولوجية القومية التركية الجديدة لمصطفى كمال أتاتورك التي ظهرت في جمهورية تركيا، كان يُنظر إلى التركمان العراقيين الذين يعيشون في منطقة كركوك على أنهم يشكلون تهديدًا لاستقرار العراق، خاصة أنهم لم يدعموا صعود الملك فيصل الأول إلى العرش العراقي. وفي 4 مايو، تحولت هذه التوترات إلى أعمال عنف عندما اشتبك جنود من القوات المجندة العراقية - أو قوة ليفي - وهي قوة تم تشكيلها أساساً من قبل الحكومة البريطانية بعد الحرب العالمية الأولى وسيطرتها على العراق، فكانت القوة تتكون بشكل أساسي من الآشوريين - مع التركمان في ساحة سوق كركوك بعد نزاع بين أحد الآشوريين جندي وصاحب متجر تركماني. وفي الاشتباكات التي تلت ذلك، قُتل 200 تركماني على يد الجنود الآشوريين.
قُتل حوالي 20 مدنيًا تركمانيًا عراقيًا على يد الشرطة العراقية، بمن فيهم النساء والأطفال، في 12 يوليو 1946 في جافورباغي، كركوك.
حدثت مذبحة كركوك عام 1959 بسبب سماح الحكومة العراقية للحزب الشيوعي العراقي، الذي كان أغلب سكانه من الأكراد في كركوك، باستهداف التركمان العراقيين. ومع تعيين معروف برزنجي، وهو كردي، رئيسًا لبلدية كركوك في يوليو 1959، تصاعدت التوترات في أعقاب احتفالات ثورة 14 يوليو، مع استقطاب العداء في المدينة بسرعة بين الأكراد وتركمان العراق. في 14 يوليو 1959، اندلعت معارك بين تركمان العراق والأكراد، مما أسفر عن مقتل حوالي 20 تركمانًا عراقيًا. علاوة على ذلك، في 15 يوليو 1959، قام الجنود الأكراد من اللواء الرابع للجيش العراقي بقصف المناطق السكنية التركمانية العراقية بقذائف الهاون، مما أدى إلى تدمير 120 منزلاً. تمت استعادة النظام في 17 يوليو من قبل وحدات عسكرية من بغداد. أشارت الحكومة العراقية إلى الحادث على أنه "مذبحة" وذكرت أن ما بين 31 و 79 تركمانًا عراقيًا قتلوا وأصيب حوالي 130 آخرين.

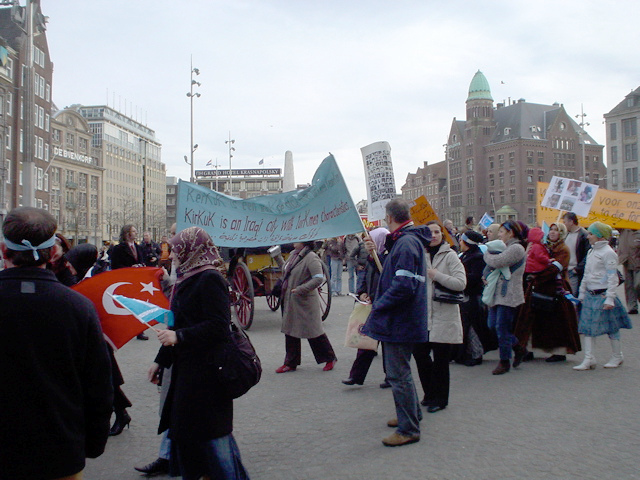
أتراك يحتجون في أمستردام، رفعوا لافتة تقول: "كركوك مدينة عراقية ذات خصائص تركمانية".

في عام 1980، تبنت حكومة صدام حسين سياسة استيعاب الأقليات، وعلى إثر برامج النقل الحكومية، تم نقل الآلاف من تركمان العراق من المناطق التي استوطنوها في شمال العراق واستبدالهم بالعرب، في محاولة لتعريب المنطقة. علاوة على ذلك، تم تدمير قرى وبلدات تركمان العراق لإفساح المجال للمهاجرين العرب، وقد وُعدوا بالأراضي المجانية والحوافز المالية. على سبيل المثال، اعترف نظام البعث بأن مدينة كركوك كانت تاريخياً مدينة عربية عراقية وبقيت ثابتة في توجهها الثقافي. وهكذا، شهدت الموجة الأولى من التعريب انتقال العائلات العربية من وسط وجنوب العراق إلى كركوك للعمل في صناعة النفط المتوسعة، على الرغم من أن تركمان العراق لم يُجبروا على الخروج بشكل فعال، فقد تم إنشاء أحياء عربية جديدة في المدينة وتغير التوازن الديموغرافي العام للمدينة مع استمرار الهجرات العربية.
تشير العديد من المراسيم الرئاسية والتوجيهات الصادرة عن أجهزة أمن الدولة والمخابرات إلى أن تركمان العراق كانوا محط اهتمام خاص خلال عملية الاستيعاب خلال نظام البعث، فعلى سبيل المثال، أصدرت المخابرات العسكرية العراقية التوجيه رقم 1559 في 6 مايو 1980 الذي أمر بترحيل المسؤولين التركمان العراقيين من كركوك، وأصدرت التعليمات التالية: "تحديد الأماكن التي يعمل فيها المسؤولون التركمان في المكاتب الحكومية [من أجل] ترحيلهم إلى أماكن أخرى"، لتوزيعهم في المحافظات ومنع تمركزهم في هذه المحافظة (كركوك)". وبالإضافة إلى ذلك، أصدر مجلس قيادة الثورة في 30 تشرين الأول/أكتوبر 1981، المرسوم رقم 1391، الذي أجاز ترحيل تركمان العراق من كركوك، مع الإشارة في الفقرة 13 إلى أن "هذا التوجيه يستهدف بشكل خاص المسؤولين والعمال التركمان والأكراد الذين يعيشون في كركوك".
وباعتبارهم الضحايا الرئيسيين لسياسات التعريب هذه، فقد عانى تركمان العراق من مصادرة الأراضي والتمييز في الوظائف، وبالتالي سجلوا أنفسهم على أنهم "عرب" لتجنب التمييز. وعلى هذا فقد كان التطهير العرقي أحد عناصر السياسة البعثية الرامية إلى الحد من نفوذ التركمان العراقيين في محافظة كركوك شمالي العراق والغنية بالنفط، أما التركمان العراقيون الذين بقوا في مدن مثل كركوك، فقد تعرضوا لسياسات الاستيعاب المستمرة، وتم تغيير أسماء المدارس والأحياء والقرى والشوارع والأسواق وحتى المساجد بأسماء ذات أصل تركي إلى أسماء منبثقة من حزب البعث أو من أبطال العرب. علاوة على ذلك، تم هدم العديد من القرى والأحياء التركمانية العراقية في كركوك ببساطة، خاصة في التسعينيات.
قُتل أكثر من 135 تركمانيًا في عام 1991 خلال حرب الخليج على يد الجيش العراقي.

##### كردستان العراق
من جهة أخرى يطالب الأكراد بالسيادة الفعلية على الأراضي التي يعتبرها تركمان العراق ملكاً لهم، أما بالنسبة لتركمان العراق، فإنهم يزعمون بأن هويتهم مغروسة بعمق باعتبارهم الورثة الشرعيين للمنطقة كإرث جاء من الدولة العثمانية، ومن ثم يُزعم أن إقليم كردستان والحكومة العراقية يشكلان تهديدًا لبقاء تركمان العراق من خلال استراتيجيات تهدف إلى استئصالهم أو استيعابهم، حيث كان أكبر تجمع لتركمان العراق يميل إلى أن يكون في تلعفر. أدى تشكيل إقليم كردستان في عام 1991 إلى خلق عداء كبير بين الأكراد وتركمان العراق، مما أدى إلى وقوع بعض تركمان العراق ضحايا للتكريد، بحسب ليام أندرسون، فإن التمركز الأكبر لتركمان العراق كان يتجه نحو العاصمة الفعلية أربيل، وهي المدينة التي تولوا فيها مناصب إدارية واقتصادية بارزة. وهكذا، دخلوا بشكل متزايد في نزاعات وتعارضوا في كثير من الأحيان مع القوى الحاكمة في المدينة، والتي كانت بعد عام 1996 هي الحزب الديمقراطي الكردستاني بزعامة مسعود بارزاني.
وفقًا لأندرسون وستانسفيلد، في التسعينيات، اشتعل التوتر بين الأكراد وتركمان العراق مع إضفاء الطابع المؤسسي على الحزب الديمقراطي الكردستاني والاتحاد الوطني الكردستاني باعتبارهما المهيمنين السياسيين في المنطقة، ومن وجهة نظر تركمان العراق، سعى التركمان العراقيون إلى إضفاء الطابع المؤسسي على المنطقة. لتهميشهم من مناصب السلطة وإدراج ثقافتهم في الهوية الكوردستانية السائدة. بدعم من أنقرة، تم تشكيل جبهة سياسية جديدة للأحزاب التركمانية، الجبهة التركمانية العراقية (ITF)، في 24 أبريل 1995. كانت العلاقة بين الجبهة التركمانية العراقية والحزب الديمقراطي الكردستاني متوترة وتدهورت مع مرور العقد. واشتكى التركمان العراقيون المرتبطون بالجبهة التركمانية العراقية من المضايقات التي تمارسها قوات الأمن الكردية. في مارس 2000، ذكرت منظمة هيومن رايتس ووتش أن أمن الحزب الديمقراطي الكردستاني هاجم مكاتب الجبهة التركمانية العراقية في أربيل، مما أسفر عن مقتل اثنين من الحراس، بعد فترة طويلة من الخلافات بين الطرفين. في عام 2002، أنشأ الحزب الديمقراطي الكردستاني منظمة سياسية تركمانية عراقية، هي الجمعية الوطنية التركمانية، التي دعمت المزيد من إضفاء الطابع المؤسسي على إقليم كردستان. واعتبر التركمان العراقيون المؤيدون للجبهة التركمانية ذلك بمثابة محاولة متعمدة "لشراء" المعارضة التركمانية العراقية وكسر روابطهم مع أنقرة، الرابطة الوطنية التركمانية، التي يروج لها الحزب الديمقراطي الكردستاني باعتبارها "الصوت الحقيقي" لتركمان العراق، لديها موقف مؤيد للأكراد وقد أضعفت الجبهة التركمانية باعتباره الصوت التمثيلي الوحيد لتركمان العراق. ابتداءً من عام 2003، اندلعت أعمال شغب بين الأكراد والتركمان في كركوك، وهي المدينة التي يعتبرها التركمان ملكهم تاريخياً. ووفقاً لتقارير الأمم المتحدة، كانت حكومة إقليم كردستان والبشمركة "تقومان بمراقبة كركورك بشكل غير قانوني، واختطاف التركمان والعرب وإخضاعهم للتعذيب". وفي الفترة ما بين عامي 2003 و2006، توفي 1,350 تركماني في تلعفر، وتضررت أو هدمت آلاف المنازل، مما أدى إلى نزوح 4,685 آلاف عائلة. تم ارتكاب إبادة جماعية معترف بها في عام 2014 لتركمان العراق من الطائفة الشيعية على يد تنظيم الدولة الإسلامية.

### أوروبا

#### ألمانيا

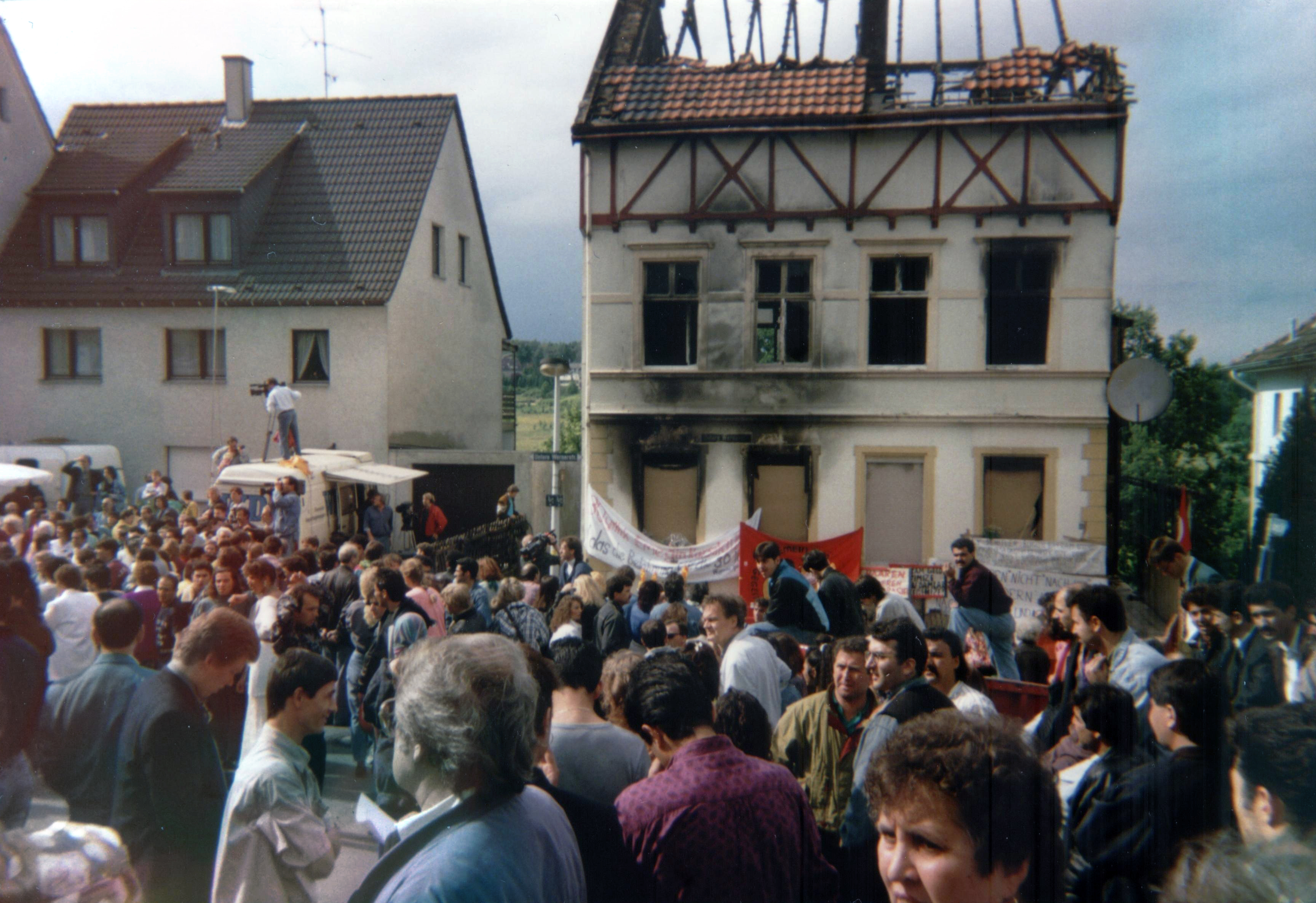
كان هجوم الحرق المتعمد في زولينغن عام 1993، والذي أشعل فيه النازيون الجدد النار في منزل عائلة تركية، واحداً من أخطر حالات العنف ضد الأجانب في ألمانيا الحديثة.

الأتراك هم "أبرز مجموعة أقلية عرقية في ألمانيا المعاصرة"، فمنذ استقرارهم في ألمانيا في ستينيات القرن العشرين والتمييز والعنف ضدهم أمر شائع وفي الخطاب العام والنكات الشعبية الألمانية، غالباً ما يتم تصويرهم على أنهم "مختلفون بشكل مثير للسخرية في أذواقهم الغذائية، ولباسهم، وأسمائهم، وحتى في قدرتهم على تطوير تقنيات البقاء على قيد الحياة".
ارتفع عدد أعمال العنف التي ارتكبها المتطرفون اليمينيون في ألمانيا بشكل كبير بين
عامي 1990 و1992، وفي 25 نوفمبر 1992 قُتل ثلاثة مواطنين أتراك بسبب إلقاء قنبلة حارقة في مولن، وهي بلدة في شمال ألمانيا. وفي 29 مايو 1993، نشب حريق متعمد في زولينغن، حيث تم حرق خمسة أفراد من عائلة تركية كانت تقيم في ألمانيا لمدة 23 عاماً حتى الموت. سمع العديد من الجيران أحدهم يصرخ "يحيا هتلر!" قبل غمر الشرفة الأمامية والباب بالبنزين وإشعال النار في المنزل، أدان معظم الألمان هذه الهجمات، وسار العديد منهم في مواكب على ضوء الشموع.
وفقًا لجريج نيس، "نظراً لأن الأتراك من ذوي البشرة الداكنة والمسلمين، فإن الألمان المحافظين يعارضون إلى حد كبير منحهم الجنسية".

#### اليونان
تم طرد عضو البرلمان الأوروبي من حزب الفجر الذهبي اليميني المتطرف اليوناني، الفريق السابق بالجيش، الفثيريوس سينادينوس من الجلسة العامة للبرلمان الأوروبي بعد تصريحات معادية، قال فيها إنه "كما تم التعبير عنه في الأدبيات العلمية، فإن الأتراك "إنهم قذرون وملوثون. الأتراك مثل الكلاب البرية عندما يلعبون، ولكن عندما يتعين عليهم القتال ضد أعدائهم فإنهم يهربون. الطريقة الفعالة الوحيدة للتعامل مع الأتراك هي المواقف الحاسمة والحازمة".

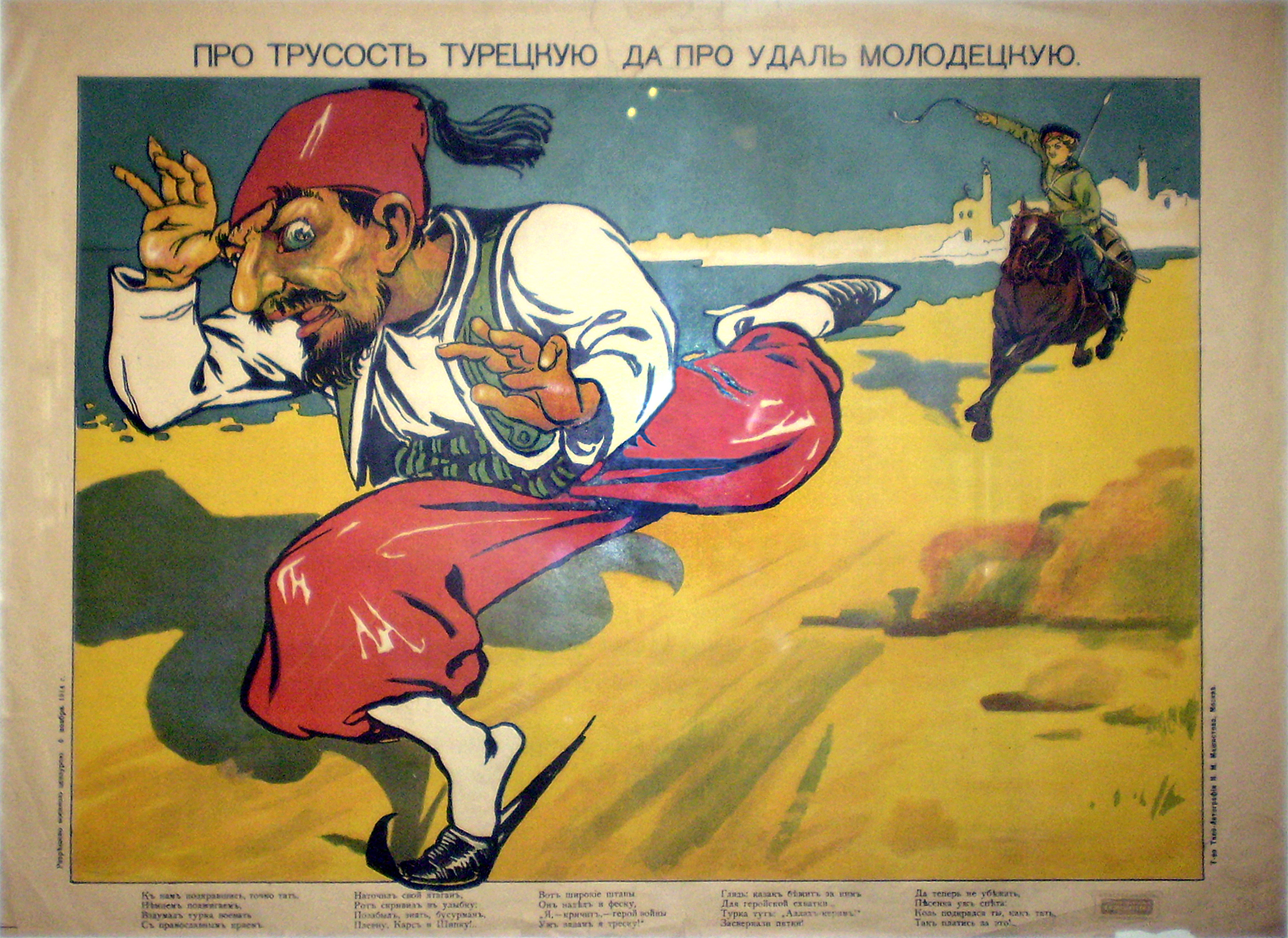
ملصق دعائي ضد الترك في روسيا خلال فترة الحرب العالمية الأولى

قام إيوانيس لاغوس، وهو نائب يوناني يشغل منصب عضو في البرلمان الأوروبي، بتمزيق العلم التركي المصنوع من الورق إلى قطع في يناير 2020 خلال جلسة مناقشة حول الوضع الإنساني في الجزر اليونانية بسبب الهجرة غير الشرعية.
صرح وزير الخارجية اليوناني السابق ثيودوروس بانجالوس في عام 2002 أنه سُمح للأتراك "بسحب أحذيتهم الملطخة بالدماء عبر السجادة" في عواصم الاتحاد الأوروبي ووصف الأتراك بأنهم "قطاع طرق وقتلة ومغتصبين".

#### هولندا
الأتراك هم أكبر أقلية عرقية في هولندا، وعلى الرغم من أن السياسات تجاه الأتراك في هولندا أكثر تقدمية من تلك الموجودة في العديد من الدول الأوروبية الأخرى، مثل ألمانيا، ففي تقرير عن هولندا عام 2008، كتبت المفوضية الأوروبية لمناهضة العنصرية والتعصب أن الأقلية التركية تأثرت بشكل خاص من "الوصم". والتمييز ضد أفراد الأقليات". وأشار التقرير أيضاً إلى أن "لهجة النقاش السياسي والعامة الهولندي حول الاندماج والقضايا الأخرى ذات الصلة بالأقليات العرقية شهدت تدهوراً كبيراً".
ووفقاً للشبكة الأوروبية لمناهضة العنصرية، وهي منظمة دولية تدعمها المفوضية الأوروبية، فإن نصف الأتراك في هولندا أفادوا بأنهم تعرضوا للتمييز العنصري، وأشارت الشبكة أيضاً إلى "النمو الدراماتيكي" لظاهرة الإسلاموفوبيا. وفي عام 2001، سلطت منظمة دولية أخرى، وهي مركز الرصد الأوروبي للعنصرية وكراهية الأجانب، الضوء على الاتجاه السلبي في المواقف الهولندية تجاه الأقليات، مقارنة بمتوسط النتائج التي حققها الاتحاد الأوروبي. وأشار هذا التحليل أيضًا إلى أن الهولنديين، مقارنة بالأوروبيين الآخرين، كانوا "أكثر تأييدًا للاستيعاب الثقافي للأقليات" بدلاً من "الإثراء الثقافي من خلال مجموعات الأقليات".

### دول أخرى

#### الولايات المتحدة
ظهرت الأساليب المعادية للأتراك لأول مرة في الولايات المتحدة خلال الحرب العالمية الأولى، وذلك عندما بدأت الإبادة الجماعية للأرمن في الفترة الأخيرة من الدولة العثمانية، وتحدثت عنها الصحف الأمريكية وقد عززت هذه التقارير الشعور بالتضامن مع الأرمن والخطابات المناهضة لتركيا بشكل متزايد في الولايات المتحدة، حيث يُنظر إلى الأتراك على قدم المساواة على أنهم شعب همجي.